# جاستن إليس
جاستن إليس (بالإنجليزية: Justin Ellis)‏ هو لاعب كرة قدم أمريكية أمريكي، ولد في 27 ديسمبر 1990 في مونرو في الولايات المتحدة.

## وصلات خارجية
- جاستن إليس على موقع مرجع كرة القدم المحترفة.كوم (الإنجليزية)